# روسلان روتان
روسلان پترویچ روتان (اوکراینی: Руслан Петрович Ротань؛ زادهٔ ۲۹ اکتبر ۱۹۸۱) بازیکن فوتبال پیشین اهل اوکراین است.
وی سابقه ۱۰۰ بازی ملی برای تیم ملی فوتبال اوکراین دارد و پست تخصصی او نیز هافبک است.

## افتخارات

### باشگاهی
دینامو کیف
- لیگ برتر فوتبال اوکراین: ۰۷–۲۰۰۶؛ نایب قهرمان: ۰۶–۲۰۰۵
- جام حذفی فوتبال اوکراین: ۰۶–۲۰۰۵؛ ۰۷–۲۰۰۶
- سوپر جام فوتبال اوکراین: ۲۰۰۶؛ ۲۰۰۷

دنیپرو
- لیگ برتر فوتبال اوکراین نایب قهرمان: ۱۴–۲۰۱۳
- لیگ اروپا نایب قهرمان: ۱۵–۲۰۱۴
- جام حذفی فوتبال اوکراین نایب قهرمان: ۰۴–۲۰۰۳

### فردی
- لیگ اروپا: ترکیب منتخب فصل ۱۵–۲۰۱۴
- بازیکن سال فوتبال اوکراین: ۲۰۱۶